# Sandra del Pilar

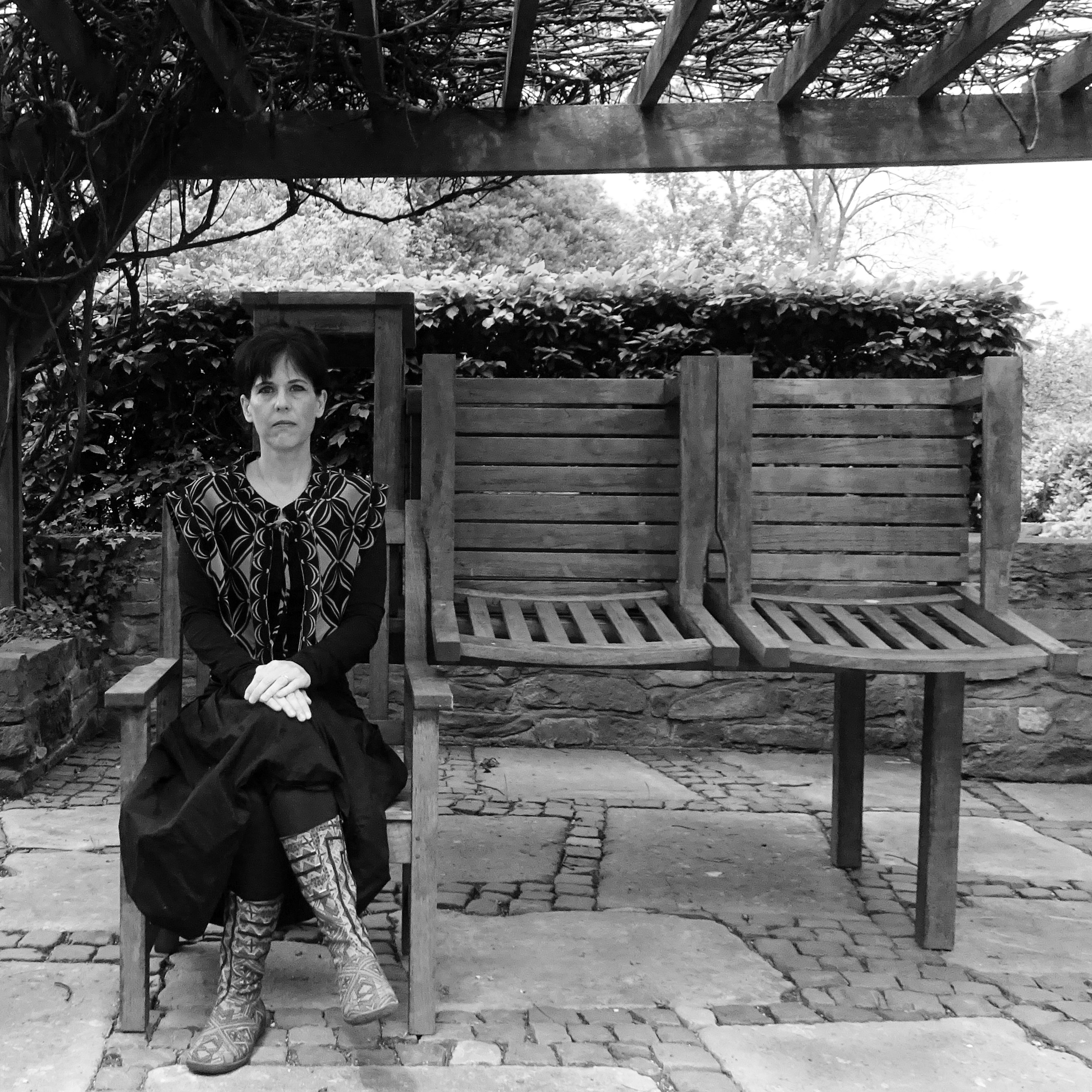
Sandra del Pilar (2020)

Sandra del Pilar (* 1973 in Mexiko-Stadt) ist eine mexikanisch-deutsche Künstlerin und Kunsttheoretikerin.

## Leben
Sandra del Pilar legte nach ihrer Kindheit in Mexiko in Deutschland ihr Abitur ab und studierte Kunstgeschichte in Düsseldorf sowie Freie Kunst zunächst in Cuernavaca, dann in Mexiko-Stadt. Nach Abschluss ihres Magisterstudiums an der Heinrich-Heine-Universität und ihres Masters in Malerei an der Academia de San Carlos, Universidad Nacional Autónoma de México, Mexiko-Stadt, arbeitete sie jeweils in halbjährlichem Wechsel als freischaffende Künstlerin in beiden Ländern. 2005 promovierte sie mit Auszeichnung bei Hans Körner mit einer Dissertation über den mexikanischen Maler Juan Cordero (1813–1893) und dessen Bedeutung für die kulturelle und politische Identitätsfindung Mexikos im 19. Jahrhundert. An der Facultad de Artes y Diseño der Universidad Nacional Autónoma de México in Mexiko-Stadt schloss sie 2019 ihre praxisbasierte Promotion, ebenfalls mit Auszeichnung, ab.
2019 feierte ein Dokumentarfilm von Sergio Sanjinés über ihr künstlerisches Schaffen in der Cineteca Nacional in Mexiko-Stadt Premiere.
Sandra del Pilar nahm an der VII. Internationalen Kunstbiennale SIART in La Paz, Bolivien, sowie den Malerei-Biennalen Rufino Tamayo, Pedro Coronel und Alfredo Zalce teil. Mit ihren Arbeiten war sie auf internationalen Kunstmessen vertreten, darunter der Art Basel Hong Kong, Art Cologne Art Dubai, Zona Maco und Contemporary Istanbul. Ihr Werk ist Teil von privaten und institutionellen Sammlungen, darunter Museo del Chopo (Mexiko-Stadt), Museo Pedro Coronel (Zacatecas), Colección Milenio (Mexiko-Stadt), Colección Altarte (Mexiko-Stadt), Museo Laberinto Quinto Sol (Ciudad Juárez), Kunstmuseum Wilhelm Morgner (Soest), Museum Zentrum für Verfolgte Künste (Solingen), Gustav-Lübcke-Museum (Hamm), Kunstmuseum Ahlen, Museum Kloster Bentlage (Rheine), Imago Mundi Collection (Rom).

## Werk
Ihre Gemälde, Objekte, Interventionen und Installationen überwinden übliche Vorstellungen vom zweidimensionalen Bild-Raum und machen die Betrachtenden körperlich zu aktiv Interagierenden. Sie eröffnen buchstäblich neue Perspektiven auf die politischen, sozialen und historischen Fragestellungen, die del Pilar aufwirft. In Zeiten des vielfach ausgerufenen Endes einer autonomen Kunst sucht die Künstlerin die Malerei im Sinne eines post-konzeptuellen Gattungsbegriffs erfahrbar zu machen.
Sandra del Pilar lebt und arbeitet abwechselnd in ihren beiden Heimatländern Mexiko und Deutschland. Form und Inhalt empfindet die Künstlerin ebenso wenig als Gegensätze, wie körperliches Erleben und logisches Denken oder ästhetische Autonomie und gesellschaftspolitische Positionierung. In einer gegenständlich-poetischen Bildsprache formuliert del Pilar ihre Themen, die vor allem um die verschiedenen Spielarten der Macht kreisen: Macht der Deutungshoheit, Macht der Definition, Macht der Gewalt, Macht asymmetrischer Verhältnisse, Macht des Sichtbarkeitsregimes etc. Über die technischen Raffinessen ihrer komplexen Malerei und einem von ihr entwickelten aufwendigen Verfahren der malerischen Überblendung durch die Verwendung transparenter Bildträger werden ihre Gemälde körperlich erlebbar.

## Ehrungen
Sandra del Pilar war Stipendiatin des Sistema Nacional de Creadores de Arte in Mexiko und in Deutschland der Studienstiftung des deutschen Volkes sowie des DAAD. Sie erhielt eine Förderung des LVR (Landschaftsverband Rheinland) und mehrfach des Kulturparlaments ihrer Wahlheimat Soest.
Ihre Werke wurden mehrfach ausgezeichnet, so u. a. mit einer ehrenvollen Erwähnung beim Premio Nacional de Pintura „Ángel Zárraga“, Durango (2022), dem ersten Platz des Kunstpreises der Stadt Hamm, Gustav-Lübcke-Museum (2018); dem ersten Preis der Biennale Pedro Coronel (2012), dem ersten Preis im Wettbewerb José María Covarrubias des Museo Universitario del Chopo, Mexiko-Stadt (2011).

## Ausstellungen (Auswahl)
Sandra del Pilars Arbeiten werden in Museen und in öffentlichen Räumen gezeigt, darunter im Kunstmuseum Moritzburg in Halle (Saale), im Museum Kunstpalast in Düsseldorf, im Gustav-Lübcke Museum in Hamm, im Museo Rufino Tamayo in Mexiko-Stadt, im Museo Universitario del Chopo in Mexiko-Stadt, im Museo Pedro Coronel in Zacatecas, im Museo de Arte Contemporáneao in Oaxaca, im Museo Casa Redonda Museo Chihuahuaense de Arte Contemporáneo, in der Pinacoteca de Nuevo León und im Museo de Arte Contemporáneo Alfredo Zalce in Morelia.
- Wirklich, ich lebe in finsteren Zeiten, Kunstmuseum Moritzburg in Halle (Saale) (21. Juli bis 13. Oktober 2024)
- Narziss am Fenster, Kunstmuseum Ahlen (2. Juni bis 11. August 2019)
- Anderwelt III, Museum Wilhelm Morgner in Soest (19. März bis 30. April 2017)
- Miradas Oblicuas, Museo del Pueblo in Guanajuato, Mexiko (13. Juli – 18. September 2016)
- Así como así, Museo Pedro Coronel, Zacatecas, Mexiko (23. Mai bis 24. Juli 2013)

## Publikationen
Neben einer Reihe von Katalogen zu ihren Ausstellungen veröffentlichte sie eigene Texte und Essays in Fachzeitschriften, Sammelbänden und Zeitungen.
- Sandra del Pilar. 2006–2007. Galerie im Morgner Haus, Soest 2007, ISBN 978-3-00-021227-7.
- Sandra del Pilar – Vaterlandsallegorien. Arthellweg-Verlag, Soest 2009, ISBN 978-3-938966-18-1.
- Anderwelt, Sandra del Pilar. Hrsg.: Stadtmuseum Siegburg. Bernstein, Bonn 2014, ISBN 978-3-939431-21-3 (Stadtmuseum Siegburg, 4. Mai bis 22. Juni 2014; Museum Kloster Bentlage 2015; Kunstmuseum Wilhelm-Morgner-Haus Soest 2016/17).
- Der blinde Schrei des Pferdes = El grito ciego del caballo. Hrsg.: Ursula Hennigfeld und Hans Körner. Institut für Kunstgeschichte der HHU, Düsseldorf 2017, ISBN 978-3-935971-90-4 (Haus der Universität in der Stadt, 26. Juli bis 7. August 2017).
- Werkbuch = Libro de obra. Hrsg.: Carlo Sintermann. Ad-Signum, Dortmund [ca. 2019], ISBN 978-3-00-063076-7.
- Both Eyes in My Two Hands. Zilberman, Berlin 2020 (Zilberman Gallery Berlin, 11. September bis 14. November 2020; Zilberman Gallery Istanbul, 18. September bis 2. Dezember 2020).
- Wie umgehen mit toxischer Kunst? Oder: Gedanken zur Präsentation der Hitler-Büste von Hedwig Maria Ley in einer heutigen Kunstausstellung. Soester Zeitschrift, 2021, Nr. 133
- »Wirklich, ich lebe in finsteren Zeiten« – Sandra del Pilar. Malerei. Hrsg.: Christian Philipsen, Thomas Bauer-Friedrich und Manja Wilkens. E. A. Seemann, Leipzig 2024, ISBN 978-3-86502-535-7.